# Walter Müller (Manager)
Walter Müller (* 29. Mai 1948 in Weinheim) ist ein ehemaliger deutscher Manager von Mercedes-Benz und Fußballfunktionär, der Präsident von Hertha BSC war.

## Leben und Werdegang
Müller wuchs in Lützelsachsen als Sohn eines Klempners auf und studierte dann Mathematik und Physik an der Universität Heidelberg. Nach dem Abbruch des Studiums absolvierte er eine Ausbildung bei Mercedes-Benz in Mannheim und blieb folgend für Mercedes-Benz als LKW-Verkäufer und Assistent der Geschäftsleitung in München tätig. Anschließend arbeitete er von 1986 bis 1996 für BMW als Niederlassungsleiter in Hamburg. Von 1996 bis Ende 2013 war er der leitende Manager der Berlin-Niederlassung von Mercedes-Benz.
Von September 1998 bis September 2000 war er Präsident von Hertha BSC. In dieser Zeit gelang dem Verein erstmals die Qualifikation für die UEFA Champions League. Nach einem dauerhaften Konflikt mit anderen Mitgliedern der Vereinsführung, der insbesondere die Ausgliederung der Profimannschaft in eine Kapitalgesellschaft zum Gegenstand hatte, trat Müller Anfang September 2000 von seinem Amt zurück. In seine Amtszeit fällt ebenso die vorbereitende Planung des Umbaus des Berliner Olympiastadions.
Von 2008 bis 2011 war Müller Vorstandsvorsitzender des ADAC Berlin-Brandenburg. Als dieser positionierte er sich gegen die Umweltzone in der Berliner Innenstadt. Außerdem war er Mitglied im Beirat des Ägyptischen Museums Berlin.
Mit seiner Frau Gabriele, die er im Alter von 15 Jahren kennenlernte, lebt Müller in Kleinmachnow.